# Pavel Pěnkava
Pavel Pěnkava (ur. 26 grudnia 1944 w Nižborze) – czeski lekkoatleta reprezentujący Czechosłowację, średnio- i długodystansowiec, medalista halowych mistrzostw Europy.

## Kariera sportowa
Odpadł w półfinale biegu na 800 metrów oraz zajął 7. miejsce w finale sztafety 4 × 400 metrów (w składzie: Josef Hegyes, Jaromír Haisl, Pěnkava i Josef Trousil) na mistrzostwach Europy w 1966 w Budapeszcie. Zdobył srebrny medal w sztafecie 3 × 1000 metrów (która biegła w składzie: Pavel Hruška, Pěnkava i Petr Bláha) oraz brązowy medal w sztafecie 1+2+3+4 okrążenia  (w składzie: Jiří Kynos, Ladislav Kříž, Hruška i Pěnkava) na europejskich igrzyskach halowych w 1967 w Pradze. Na europejskich igrzyskach halowych w 1969 w Belgradzie ponownie wywalczył srebrny medal w sztafecie 3 × 1000 metrów, która biegła w składzie: Ján Šišovský, Petr Bláha i Pěnkava, a w biegu na 3000 metrów zajął 5. miejsce. Zajął 7. miejsce w biegu na 1500 metrów na mistrzostwach Europy w 1969 w Atenach. Odpadł w eliminacjach biegu na 3000 metrów na halowych mistrzostwach Europy w 1970 w Wiedniu oraz biegu na 1500 metrów na mistrzostwach Europy w 1971 w Helsinkach.
Zdobył brązowy medal w biegu na 3000 metrów na halowych mistrzostwach Europy w 1974 w Göteborgu. Na mistrzostwach Europy w 1974 w Rzymie zajął 12. miejsce w biegu na 5000 metrów.
Był mistrzem Czechosłowacji w biegu na 1500 metrów w 1968, 1969, 1971 i 1973 oraz w biegu na 5000 metrów w 1972, 1974 i 1975. Halowy mistrz Czechosłowacji na 3000 metrów (1969). 22 czerwca 1966 ustanowił rekord Czechosłowacji w sztafecie 4 × 800 metrów wynikiem 7:19,6, który jest do tej pory rekordem Czech (sztafeta biegła w składzie: Petr Bláha, Pavel Pěnkava, Pavel Hruška i Jan Kasal). Dwukrotnie ustanawiał halowy rekord kraju na 3000 metrów (8:03,2 w 1969 oraz 7:51,79 w 1974).
Rekordy życiowe Pěnkavy:
| Konkurencja                        | Rok  | Wynik   |
| ---------------------------------- | ---- | ------- |
| bieg na 800 metrów                 | 1965 | 1:48,2  |
| bieg na 1500 metrów                | 1973 | 3:38,6  |
| bieg na milę                       | 1970 | 4:00,5  |
| bieg na 3000 metrów (hala)         | 1974 | 7:51,79 |
| bieg na 5000 metrów                | 1974 | 13:29,0 |
| bieg na 10 000 metrów              | 1975 | 28:38,6 |
| bieg na 3000 metrów z przeszkodami | 1970 | 9:01,6  |